# Lazar Branković
Lazar Branković (en serbio: Лазар Бранковић; c. 1421-20 de febrero de 1458) fue el déspota de Serbia, príncipe de Rascia de 1456 a 1458. Fue el tercer hijo de Đurađ Branković y su esposa Irene Cantacuceno. Fue sucedido por su hermano mayor, el déspota Esteban III Branković.

## Biografía
Tanto Grgur como Esteban, sus hermanos mayores, fueron cegados por órdenes de Murad II en 1441. Al parecer, Lazar se convirtió en el heredero de su padre como el único hijo que no sufrió discapacidades. Đurađ murió el 24 de diciembre de 1456. Lazar lo sucedió como estaba planeado.
Según John Van Antwerp Fine, su breve reinado incluyó principalmente disputas familiares con su madre y hermanos. En 1457, Lazar prestó juramento de subordinación a Mehmed II, hijo y sucesor de Murad II. Fine considera que esto era un intento de prevenir una invasión otomana. Su única otra decisión importante fue nombrar a Mihailo Anđelović, un miembro de la familia bizantina Ángelo, como su principal funcionario. Mihailo serviría brevemente como jefe de un consejo de regencia luego de la muerte de su señor.
Lazar murió el 20 de febrero de 1458. Jorge Frantzés registró la fecha pero no la causa.

## Familia
Lazar y sus parientes son nombrados en «Dell'Imperadori Constantinopolitani», un manuscrito conservado en la Biblioteca Apostólica Vaticana. El documento también se conoce como el «manuscrito Massarelli» porque se encontró en los documentos de Angelo Massarelli (1510-1566). Masarelli es más conocido como el secretario general del Concilio de Trento, quien registró los acontecimientos diarios del concilio.
El manuscrito de Massarelli lo nombra como hijo de Đurađ Branković e Irene Cantacuceno. «The Byzantine Lady: Ten Portraits 1250-1500» (1994) de Donald Nicol cuestionó su maternidad, ya que sugiere que Đurađ había tenido un matrimonio anterior con una hija de Juan IV de Trebisonda. Sin embargo, su teoría no presentó fuentes y no tuvo en cuenta que Juan IV nació entre 1395 y 1417. Es poco probable que fuera abuelo en la década de 1410.
El 11 de septiembre de 1429, Đurađ hizo una donación al monasterio Esfigmenu en el Monte Athos. La carta del documento nombra a su esposa Irene y cinco hijos. El manuscrito de Masarelli también nombra a los mismos cinco hijos de Đurađ e Irene. Otras genealogías mencionan a un sexto hijo, Todor Branković. Podría ser un niño que murió joven y, por lo tanto, no figura en la lista de sus hermanos.
El hermano mayor que figura en el documento de Massarelli era Grgur Branković. El documento de 1429 lo menciona con el título de déspota. Según «The Late Medieval Balkans, A Critical Survey from the Late Twelfth Century to the Ottoman Conquest» (1994) de John Van Antwerp Fine, Grgur fue nombrado gobernador de los territorios del sur de Serbia asociados a la Casa de Branković. Según los informes, fue nombrado por Murad II del Imperio otomano en 1439. En abril de 1441, Grgur fue acusado de conspirar contra Murad y su cargo de gobernador terminó. Fue encarcelado en Amasya y cegado el 8 de mayo de 1441. Según «Monumenta Serbica Spectantia Historiam Serbiae, Bosniae, Ragusii» (1858) de Fran Miklošič, Grgur y sus hermanos firmaron conjuntamente una carta por la cual Đurađ confirmó los privilegios de la República de Ragusa. La carta data del 17 de septiembre de 1445. Según el «Europäische Stammtafeln: Stammtafeln zur Geschichte der Europäischen Staaten» (1978) de Detlev Schwennicke, Grgur se retiró a un monasterio bajo el nombre monástico de «Germano». Según Fine, Grgur resurgió en 1458, reclamando la sucesión del trono vacante de Serbia para él o su hijo. El manuscrito de Massarelli menciona a Grgur como soltero. Las genealogías posteriores nombran a su esposa como «Jelisaveta». Vuk Grgurević, un hijo de Grgur, fue más tarde un déspota serbio titular (1471-1485). Posiblemente era un ilegítimo.
El manuscrito Massarelli nombra a continuación a una hermana mayor de Lazar, Mara Branković. Ella era una de las esposas de Murad II. Luego se enumeran Esteban Branković y «Cantacuzina», una hermana con la versión latinizada del apellido de su madre. Las genealogías posteriores la llaman como Katarina. Se casó con Ulrico II de Celje. Lazar figura en el quinto y último lugar, el hijo más joven del matrimonio.

## Matrimonio y descendencia
En 1446, Lazar se casó con Helena Paleólogo. Era hija de Tomás Paleólogo, gobernante de Morea, y de Caterina Zaccaria del Principado de Acaya. Tendrían tres hijas:
- Helena (María), esposa del rey Esteban Tomašević de Bosnia.
- Milica, esposa de Leonardo III Tocco de Epiro.[6]
- Jerina, esposa de Juan Castriota II.[7]